# Kozjak (otok)
Koordinati:   44°28′48″N, 14°32′30″E
Kozjak je manjši nenaseljen otoček v severnem Jadranu. Površina otkoka je 0,21 km², dolžina obale meri 1,77 km. Najvišji vrh je visok 38 mnm. Otok leži severno od Iloviških vrat v Kvarnerskem zalivu. Severozahodno od otoka leži Lošinj, oba otoka pa ločuje ožina Kozjak. Južno se nahajata Sveti Petar in Ilovik. Severno od Kozjaka ležita dva manjša otočka: Vele Orjule in Male Orjule.